# Уні Арге
Уні Арге (фар. Uni Arge; нар. 21 січня 1971, Торсгавн) — фарерський футболіст, що грав на позиції нападника. Також грав у гандбол. По завершенні кар'єри зайнявся мистецтвом і став відомим у країні письменником, музикантом та журналістом.

## Клубна кар'єра
Народився 21 січня 1971 року в Торсгавні. Його батько, Йоган Арге, був письменником, журналістом, політиком і диктором футболу, який є одним з найвідоміших радіо-репортерів Фарерських островів і одним з найбільш продаваних авторів.
У дорослому футболі дебютував 1988 року виступами за команду «ГБ Торсгавн», в якій провів дев'ять сезонів, взявши участь у 137 матчах чемпіонату, в яких він забив 96 голів. Його команда за цей час виграла чотири Кубка Фарерських островів (1988, 1989, 1992 та 1995), два чемпіонські титули (1988 та 1990) та п'ять віце-чемпіонів (1989, 1993, 1994, 1995 та 1997), а сам Арге став найкращим бомбардиром чемпіонату в 1993 та 1997 роках.
Успіхи цього гравця зацікавили іноземні клуби та в наступні кілька років Арге пограв за ісландські клуби «Лейфур» та «Акранес» та данський «Орхус Фремад», втім ніде не закріпився і 2001 року повернувся в рідний «ГБ Торсгавн», у складі якого виграв ще три чемпіонські титули (2002, 2003 та 2004) і один кубок (2004). Завершив професійну кар'єру футболіста виступами за команду «ГБ Торсгавн» у 2005 році.

## Виступи за збірну
5 серпня 1992 року дебютував в офіційних матчах у складі національної збірної Фарерських островів в товариській грі проти Ізраїлю (1:1). Всього протягом кар'єри у національній команді, яка тривала 11 років, провів у формі головної команди країни 37 матчів, забивши 8 голів.

## Титули і досягнення
- Чемпіон Фарерських островів (5): 1988, 1990, 2002, 2003, 2004
- Володар Кубка Фарерських островів (4): 1989, 1992, 1995, 2004
- Володар Кубка Ісландії (1): 2000

### Індивідуальні
- Найкращий бомбардир чемпіонату чемпіонату Фарерських островів: 1993 (11 голів), 1997 (24 голи)

## Мистецьке життя
Уні Арге закінчив Данську школу журналістики в Орхусі, Данія, і протягом багатьох років працював у різних фарерських медіа-джерелах. У 2004 році він опублікував свою першу книгу «Komin er nú onnur øld», аналізуючи різні політичні та соціальні аспекти життя на Фарерах. Згодом його  бібліографія розширилась:
- Komin er nú onnur øld, Tjarnardeild, Tórshavn, 2004. ISBN 99918-935-7-1
- Framtíðin kallar, Sprotin, Tórshavn, 2011. ISBN 978-99918-71-57-8[4]
- Sálarfrøðingar í Føroyum — 1973—2013, Felagið Føroyskir Sálarfrøðingar 2014
- Føroyar framá — ÍSF 75 ár, ÍSF 2014
- Gróður í Havn, Tórshavnar kommuna, 2018

Також Арге почав грати на гітарі у віці одинадцяти років. З того часу його мрія була випустити музичний альбом. У листопаді 2007 року Уні випустив свій перший сольний альбом, «Mitt í sjónum». У липні 2009 року він випустив свій другий альбом, а в листопаді 2014 року — третій. Він сам написав всі пісні і виступає як співак і гітарист у всіх трьох альбомах. Багато його пісень стали популярними на островах. Альбомами Арге стали:
- «Mitt í sjónum», 2007
- «Meldurtíð», 2009
- «Meðan vindurin strýkur», 2014